# 另一个人
〈另一个人〉是美国DJ烟鬼组合主唱，R&B组合THEY.成员德鲁·洛夫伴唱的单曲。歌曲由安德鲁·塔格特、德鲁·洛夫及埃米莉·沃伦填词作曲，烟鬼组合负责制作，并于2018年4月20日通过破坏者唱片和哥伦比亚唱片发行。〈另一个人〉是烟鬼组合第二部录音室专辑《厌世男孩》中的第四首单曲。

## 发行
2018年4月18日，烟鬼组合曝光了单曲作品并公布了发行日期。〈另一个人〉是一首结合了流行、R&B和EDM元素的热带音乐。歌曲伴着“哀伤的音调和大气的合成器声”，并由“重低音Drop”组成。《公告牌》的凯特·贝因（Kat Bein）称歌曲为“充满了R&B音调的慢工之作，闪动的特点让人想起烟鬼组合早期的作品”。词曲方面，这首歌“讲述了当周围的人都专注于用物质包围自己时，保持真实自我的艰难和重要性”。

## 评价
Idolator网站的迈克·尼德（Mike Nied）认为〈另一个人〉是“二人在2018年最强势的作品，也是他们迄今为止最内敛的制作之一”。他称这首歌与二人此前的作品相比更加内敛，他写道：“（塔格特的）声音轻松地衬托出了伴唱歌手”。HotNewHipHop的尚蒂伊·波斯特（Chantilly Post）认为这首歌“展现了（烟鬼组合）制作平静、内敛曲调的天赋”。

## 音乐视频
〈另一个人〉的音乐视频由吉姆·巴特（Jim Batt）和金·伯克宾德执导，并配有莫莉·克拉布艾普尔的延时水彩画。烟鬼组合在Twitter上称视频“讲述了一个关于诱惑的故事，我们都在用自己的方式处理诱惑，但它往往会使我们感到费解。”

## 制作人员
认证来自于Tidal。
- 烟鬼组合 – 制作
- 乔丹·史迪威（Jordan Stilwell） – 混音工程，唱片工程
- 兰迪·梅里尔（Randy Merrill） – 主工程
- 安德魯·塔格特、德魯·洛夫、埃米莉·華倫 – 詞曲
- 烟鬼组合、德魯·洛夫 – 聯合表演者

## 榜单
| 榜单（2018年）                               | 最高排名 |
| -------------------------------------------- | -------- |
| 澳大利亚（澳大利亚唱片业协会榜）             | 43       |
| 奥地利（Ö3四十强单曲榜）                     | 34       |
| 加拿大（Canadian Hot 100）                   | 74       |
| 捷克（百強數位單曲榜）                       | 31       |
| 71                                           |          |
| 匈牙利（四十強串流榜）                       | 40       |
| 爱尔兰（愛爾蘭唱片音樂協會）                 | 100      |
| 马来西亚（馬來西亞唱片業協會）               | 16       |
| 新西兰（新西兰官方音乐榜）                   | 6        |
| 葡萄牙（葡萄牙唱片業協會单曲榜）             | 65       |
| 新加坡（新加坡唱片業協會）                   | 13       |
| 斯洛伐克（百強數位單曲榜）                   | 58       |
| 瑞典（瑞典最熱榜）                           | 67       |
| 瑞士（瑞士热门音乐榜）                       | 91       |
| 英國（官方榜单公司單曲榜）                   | 87       |
| 美国（《告示牌》Bubbling Under Hot 100）     | 5        |
| 美國（《告示牌》Hot Dance/Electronic Songs） | 8        |

| 榜单（2018年）                    | 排名 |
| --------------------------------- | ---- |
| 美国（《公告牌》舞曲/电音歌曲榜） | 27   |

## 认证
| 地區                           | 认证 | 认证单位/销量 |
| ------------------------------ | ---- | ------------- |
| 澳大利亚（澳大利亚唱片业协会） | 金   | 35,000‡       |
| 美国（美國唱片業協會）         | 金   | 500,000‡      |
| ‡僅含認證的+實際銷量           |      |               |